# Jesus Carlos da Silva
Jesus Carlos da Silva, detto Careca (Baldim, 26 settembre 1943), è un ex calciatore brasiliano, di ruolo portiere.

## Carriera

### Club
Debuttò nel Democrata di Sete Lagoas, nel 1964; vi rimase fino al 1967, anno in cui si trasferì all'Atlético Mineiro. Fece il suo esordio con questa squadra il 15 dicembre 1968 contro il Caldense, e divenne titolare con Yustrich in panchina. L'arrivo di Renato, però, Careca perse il posto e disputò il primo campionato nazionale brasiliano, vinto dall'Atlético, da riserva. Così, la dirigenza del club decise di cederlo al Comercial-MS, con cui esordì il 26 agosto 1973 contro il Flamengo. Con la squadra dalla maglia rossa disputò il Terceiro Campeonato Nacional de Clubes, venendo eliminato alla prima fase; giocò la sua ultima partita il 16 dicembre del 1973 contro il Paysandu. Tornato all'Atlético Mineiro, ebbe nuovamente scarse possibilità di giocare, arrivando a totalizzare nove presenze tra le stagioni 1974 e 1975. Lasciò il club nel 1976; il portiere con il miglior rendimento nella storia dell'Atlético grazie alle novanta reti subite nelle 166 partite disputate, che risultano nella media-gol di 0,54. Nel 1976 giocò un'annata con il São José e successivamente si trasferì al Valerio Doce; si ritirò con il Democrata.

### Nazionale
Nel 1975 ottenne la convocazione per la Copa América. Tuttavia, non viene mai impiegato dal CT Brandão.

## Palmarès

### Club

#### Competizioni nazionali
- Campionato Mineiro: 1

Atlético Mineiro: 1970
- Campionato brasiliano: 1

Atlético Mineiro: 1971